# Medios de comunicación de Japón
Los Medios de comunicación de Japón incluyen varias cadenas de televisión y radio así como periódicos y revistas. La mayor parte de estas cadenas se establecieron gracias a las cadenas de radio existentes.
Los programas de variedades, series y noticias constituyen un gran porcentaje de los programas que se pueden observar por las tardes. Películas occidentales también forman parte de la programación.

## Cadenas de televisión
Existen 6 cadenas de televisión principales a lo largo del país:
1. NHK (日本放送協会 Nippon Hōsō Kyōkai?)
2. Nippon News Network (NNN) encabezado por Nippon Television  (日本テレビ放送網/日テレ Nihon-Terebi/Nittere; NTV?).
3. Japan News Network (JNN) encabezado por TBS (東京放送 Tōkyō Hōsō?).
4. Fuji News Network (FNN) encabezado por Fuji Television (フジテレビジョン Fuji TV?).
5. All-Nippon News Network (ANN) encabezado por tv asahi (テレビ朝日?).
6. TV Tokyo Network(TXN) encabezado por TV TOKYO  (テレビ東京?).

## Cadenas de radio

### En AM
1. NHK Radio 1, NHK Radio 2
2. Japan Radio Network (JRN)
3. National Radio Network (NRN)
4. Radio Nikkei la cual es una estación de banda corta independiente que transmite a todo el país en dos canales.

### En FM
1. NHK-FM
2. Japan FM Network (JFN)—Tokyo FM Broadcasting Co.,ltd.
3. Japan FM League—J-Wave.
4. MegaNet—FM Interwave (InterFM)

## Revistas

### Semanales
1. Aera (アエラ).
2. Friday (フライデー).
3. Josei Jishin (女性自身). Para mujeres.
4. Nikkei Business (日経ビジネス). Sobre economía.
5. Shuukan Asahi (週刊朝日). Liberal.
6. Shuukan Economist (週刊エコノミスト). Sobre economía.
7. Shuukan Kinyoubi (週刊金曜日). Fuertemente liberal.
8. Shuukan Bunshun (週刊文春). Conservadora.
9. Shuukan Diamond (週刊ダイヤモンド). Sobre economía.
10. Shuukan Gendai (週刊現代).
11. Shuukan Josei (週刊女性). Para mujeres.
12. Shuukan Post (週刊ポスト).
13. Shuukan Shinchou (週刊新潮). Conservadora.
14. Shuukan Toyo Keizai (週刊東洋経済). Sobre economía.
15. Spa! (スパ!).
16. Sunday Mainichi (サンデー毎日).　Liberal.
17. Yomiuri Weekly (読売ウィークリー).

### Mensuales
1. Bungei Shunjuu (文藝春秋). Conservadora.
2. Chuuou Kouron (中央公論). Afiliado al Yomiuri Shimbun. Conservadora.
3. Gendai (現代). De centro.
4. Ronza (論座). Liberal.
5. Seiron (正論).
6. Sekai (世界).
7. Shokun! (諸君!, Gentleman!).
8. Ushio (潮).
9. pumpkin.
10. Dai San Bunmei (第三文明).
11. Todai (灯台).
12. Graph SGI (グラフSGI).

## Periódicos
1. Yomiuri Shimbun (読売新聞).
2. Asahi Shimbun (朝日新聞).
3. Mainichi Shimbun (毎日新聞).
4. Nikkei Shimbun (日本経済新聞).
5. Sankei Shimbun (産経新聞).
6. Chunichi Shimbun (中日新聞).

## Servicios de cable
1. Jiji Press (時事通信).
2. Kyodo News (共同通信).